# Ismael del Toro
Ismael del Toro Castro (Guadalajara, Jalisco, México; 1 de diciembre de 1975) es un abogado y político mexicano, afiliado al Movimiento Ciudadano. Fue presidente municipal de Guadalajara, Jalisco desde al 1 de octubre de 2018 al 28 de febrero de 2021.

## Biografía
Nació en Guadalajara, Jalisco el 1 de diciembre de 1975 siendo el menor de 7 hermanos. Estudio en la Secundaria Técnica 4 y la prepa en la Preparatoria 5 de la Universidad de Guadalajara, después estudió la licenciatura en derecho en el Centro Universitario de Ciencias Sociales y Humanidades (CUCSH) de la Universidad de Guadalajara. Está casado con Patricia Lozano con la que tuvo 2 hijas: Andrea e Ivanna del Toro Lozano.

## Trayectoria política
Fue Secretario General del Ayuntamiento de Tlajomulco de Zúñiga desde el 2010 hasta el 2012, cuando renunció a su cargo para contender para la presidencia municipal del mismo municipio resultando elegido. Tomo protesta como presidente municipal de Tlajomulco de Zúñiga el 1 de octubre de 2012 y permaneció en su cargo hasta el 28 de febrero de 2015, cuando contendió para ser diputado local por el distrito local 7 con cabecera en Tlajomulco de Zúñiga resultando elegido.

### Diputado local
Fue elegido como diputado local representando al distrito local número 7 en la elección de 2015 tomando protesta el 1 de noviembre de 2015 y perteneció a las siguientes comisiones: 
| Comisiones y comités a los que perteneció | Comisiones y comités a los que perteneció | Comisiones y comités a los que perteneció |
| Comisión o Comité                         | Puesto                                    |                                           |
| ----------------------------------------- | ----------------------------------------- | ----------------------------------------- |
| Hacienda y presupuestos                   | Presidente                                |                                           |
| Asuntos indígenas                         | Vocal                                     |                                           |
| Junta de Coordinación Política            | Vocal                                     |                                           |

## Publicaciones
- Movimiento naranja: la partidocracia y la alternativa ciudadana para Jalisco